# Baíllo (Truchas)
Baíllo (en cabreirés Vayellu) es un pueblo situado en la comarca de Cabreira alta, en la provincia de León, comunidad autónoma de Castilla y León, España.
Así describía Pascual Madoz, en la primera mitad del siglo XIX, a Baíllo en el tomo III del Diccionario geográfico-estadístico-histórico de España y sus posesiones de Ultramar:

Lugar en la provincia de León, partido judicial y diócesis de Astorga, audiencia territorial y capitanía general de Valladolid, ayuntamiento de Truchas: Situado en un valle en la parte alta del término jurisdiccional de Cabrera. Tiene 1 iglesia anejo de la de Corporales con la advocación de San Martín. Su terreno es pedregoso y flojo. Producción: lino, centeno y buenas yerbas de pasto; y cría ganados de todas clases, a lo que se dedican con toda preferencia los habitantes. Población: 13 vecinos, 252 almas. Contribución con el ayuntamiento.
Pascual Madoz.